# Enseñanzas militares para oficiales
La enseñanza militar para oficiales es un formación oficial de régimen especial dentro de las enseñanzas militares para oficiales que proporcionan al alumnado conocimientos y destrezas generales para la preparación y empleo de la Fuerza y del Apoyo a la Fuerza de los tres Ejércitos.
La superación de estas enseñanzas supone la obtención del grado de Teniente o Alférez de Navío.

## Características[2]

### Requisitos de acceso
Para acceder a estas enseñanzas, es necesario cumplir uno de los siguientes requisitos:
- Prueba de Acceso a la Universidad (PAU).
- Título de Graduado Universitario o título de Licenciado, Arquitecto o Ingeniero.

Además se debe cumplir con una edad mínima y máxima dependiendo de si el ingreso es directo o por promoción:
- Ingreso directo sin estudios universitarios: mayores de 18 años y menores de 21 años.
- Ingreso directo con estudios universitarios: mayores de 18 años y menores de 26 años.
- Ingreso por promoción con estudios universitarios: mayores de 18 años y menores de 35 años.

### Salidas profesionales
Una vez dentro de la escala de oficiales se podrá ascender por elección, por clasificación o por antigüedad.

### Estructura
Las enseñanzas militares para oficiales se componen de un plan de estudios que comprende la enseñanza de formación, la enseñanza de perfeccionamiento y la de altos estudios de la defensa nacional.